# Diana Gaspari
Diana Gaspari (San Candido, 6 maggio 1984) è una giocatrice di curling italiana.

## Carriera agonistica

### Nazionale
Il suo esordio con la nazionale italiana junior femminile di curling è stato il campionato mondiale junior di gruppo B del 2001, disputato a Tårnby, in Danimarca: in quell'occasione l'Italia si piazzò al terzo posto. Con la nazionale junior partecipa a 4 campionati mondiali junior e a due campionati mondiali junior gruppo B.
Nel 2001 entra nella formazione della nazionale assoluta con cui ha partecipato a nove mondiali, dieci europei ed ai XX Giochi olimpici invernali.
Nel 2007 entra nella formazione della nazionale universitaria con cui ha partecipato alle XXIII Universiadi invernali.
Nel 2010 entra nella formazione della nazionale misti con cui ha partecipato ad un campionato europeo misti di curling.
In totale Diana vanta 268 presenze in azzurro, di cui 197 con la nazionale assoluta. Diana è la giocatrice di curling con il maggior numero di partite disputate con la nazionale assoluta.
Il miglior risultato dell'atleta è la medaglia d'argento ottenuta ai campionati europei del 2006 disputati a Basilea, in Svizzera. Questo è il miglior risultato ottenuto dalla nazionale italiana femminile, eguagliato solo nel 1982 dalla squadra capitanata da Maria Grazia Lacedelli. Diana ha inoltre vinto una medaglia di bronzo al campionato mondiale junior disputato a Flims, in Svizzera, nel 2003.

### Campionati

#### Nazionale italiana femminile
Nazionale italiana femminile di curling: 197 partite
- Olimpiadi invernali
  - 2006 Torino ( Italia) 10°
- Mondiali
  - 2003 Winnipeg ( Canada) 9°
  - 2004 Gävle ( Svezia) 9°
  - 2005 Paisley ( Scozia) 11°
  - 2006 Gran Prairie ( Canada) 9°
  - 2007 Aomori ( Giappone) 12°
  - 2008 Vernon ( Canada) 11°
  - 2009 Gangneung ( Corea del Sud) 12°
  - 2012 Lethbridge ( Canada) 10°
- Europei
  - 2001 Vierumäki ( Svezia) 11°
  - 2002 Grindelwald ( Svizzera) 11°
  - 2003 Courmayeur ( Italia) 5°
  - 2004 Sofia ( Bulgaria) 6°
  - 2005 Garmisch-Partenkirchen ( Germania) 6°
  - 2006 Basilea ( Svizzera) 2° 
  - 2007 Füssen ( Germania) 6°
  - 2008 Örnsköldsvik ( Svezia) 5°
  - 2011 Mosca ( Russia) 6°
  - 2012 Karlstad ( Svezia) 6°
  - 2013 Riga ( Lettonia) 10°

#### Nazionale italiana junior femminile
Nazionale italiana junior femminile di curling: 53 partite
- Mondiali junior
  - 2002 Kelowna ( Canada) 4°
  - 2003 Flims ( Svizzera) 3° 
  - 2004 Trois-Rivières ( Canada) 9°
  - 2005 Pinerolo ( Italia) 8°
- Mondiali junior gruppo B
  - 2001 Tårnby ( Danimarca) 3°
  - 2002 Hšgelsheim ( Germania) 2°

#### Nazionale mista
Nazionale italiana misti di curling: 7 partite
- Europeo misto
  - 2010 Greenacres ( Scozia) 21°

#### Nazionale universitaria
Nazionale universitaria: 11 partite
- Universiadi invernali
  - 2007 Torino ( Italia) 5°

### Percentuale di gioco
Il campionato in cui è registrata la miglior prestazione di Diana con la squadra nazionale è l'europeo del 2006 disputato a Basilea. In questo campionato giocò con una percentuale media di precisione del 79%, risultando la miglior skip tra tutte le atlete partecipanti e toccando il massimo di 92% nella partita contro la Svezia (vinta 9-2). Il campionato con la peggiore prestazione registrata è il campionato europeo del 2004 a Sofia. In questo caso c'è un'unica partita con percentuali registrata, contro la Scozia (vinta 8-7) dove la precisione è del 54%.
- 2002 mondiale junior di Kelowna, precisione: 71% (skip)
- 2003 mondiale junior di Flims, precisione: 73% (skip)
- 2003 mondiale di Winnipeg, precisione: 65% (skip)
- 2003 europeo di Courmayeur, precisione: 67% (skip)
- 2004 mondiale junior di Trois-Rivières, precisione: 69% (skip)
- 2004 mondiale di Gävle, precisione: 63% (skip)
- 2004 europeo di Sofia, precisione: 54% (skip)
- 2005 mondiale junior di Pinerolo, precisione: 64% (skip)
- 2005 mondiale di Paisley, precisione: 63% (skip)
- 2006 olimpiadi di Torino, precisione: 66% (skip)
- 2006 mondiale di Gran Prairie, precisione: 71% (skip)
- 2006 europeo di Basilea, precisione: 79% (skip)
- 2007 mondiale di Aomori, precisione: 61% (skip)
- 2007 universiadi di Torino, precisione: 65% (skip)
- 2008 mondiale di Vernon, precisione: 71% (skip)
- 2009 mondiale di Gangneung, precisione: 70% (skip)
- 2011 europeo di Mosca, precisione: 65% (skip)
- 2012 mondiale di Lethbridge, precisione: 75% (skip)
- 2012 europeo di Karlstad, precisione: 71% (skip)
- 2013 mondiale di Riga, precisione: 73% (skip / 1 partita da viceskip 75%)

### Campionati italiani
Diana ha preso parte ai campionati italiani di curling inizialmente con il Curling Club New Wave poi con il Curling Club Olimpia ed il Curling Club Dolomiti. Attualmente gioca con il Curling Club Lago Santo. Diana è stata 10 volte campionessa d'Italia:
- Campionato italiano assoluto:
- Campionato italiano junior:
- Campionato italiano misto:

## Incarichi sociali
Diana è stata presidente del Curling Club New Wave di Cortina d'Ampezzo dal 2003 al 2006.